# Jeanne xứ Évreux
Jeanne xứ Évreux (tiếng Pháp: Jeanne d'Évreux; 1310 – 4 tháng 3 năm 1371) là Vương hậu Pháp với tư cách là vợ của quốc vương Charles IV của Pháp. Bà là con gái của Louis, Bá tước Évreux và Marguerite xứ Artois. Việc thiếu con trai của những vị vua Pháp đã gây ra sự kết thúc của dòng dõi trực tiếp của triều đại Capet. Bởi vì bà là chị em họ của Charles, nên cặp vợ chồng cần có sự cho phép của Giáo hoàng Gioan XXII để kết hôn với nhau. Họ có ba cô con gái, Jeanne, Marie và Blanche. Nhưng chỉ Blanche sống sót và cả ba cô con gái đều không được lên ngôi do không phải là người thừa kế nam. Bà là vương hậu cuối cùng của dòng chính Capet, và sau khi Charles mất năm 1328, bà trở về quê hương mình và sống một cuộc sống an nhàn. Sau đó, em họ Charles là Philippe lên ngôi và Jeanne Què đã nối chức bà để lên làm Vương hậu Pháp.